# Adler (Schiff, 1890)
Die Adler (russisch : Адлер) war ein 1889/90 bei Schichau für die Kaiserlich Russische Marine gebautes Torpedoboot und bei ihrer Fertigstellung das schnellste Schiff der Welt. Das Boot war das erste Hochseetorpedoboot der russischen Marine. In der zeitgenössischen Berichterstattung wurde es als Torpedo-Aviso oder als Torpedo-Eclaireurboot bezeichnet.

## Bau und technische Daten
Das Boot wurde 1888 für die russische Schwarzmeerflotte zusammen mit dem 400-Tonnen-Torpedokreuzer Kasarski (russisch : Казарский) und dem 85-Tonnen-Torpedoboot Anakreon (russisch : Анакрео́н) bestellt. Die nach dem Ferienort Adler am Schwarzen Meer an der Kaukasus-Küste nahe Sotschi benannte Adler lief 1889 in Elbing vom Stapel und wurde 1890 ausgeliefert und in Dienst gestellt. Sie war 47,6 m lang und 5,05 m breit, hatte maximal 2,03 m Tiefgang und verdrängte 125 Tonnen standard bzw. 164 Tonnen maximal. Die Bewaffnung bestand aus drei 15-Zoll-Torpedorohren (38,1 cm), von denen eins im Bug starr installiert war und die beiden anderen auf Pivots drehbar auf dem Deck standen, sowie zwei 3,7-cm-Revolverkanonen. Die Besatzung bestand aus 22 Mann. Erster Kommandant war der spätere Admiral Karl Petrowitsch Jessen.
Das von Schichau entwickelte Design war neu und stellte sich als äußerst erfolgreich heraus. Das Boot wurde von zwei Dreifach-Expansions-Dampfmaschinen mit zwei Schichau-Dampflokomotivkesseln mit einer Gesamtleistung von 2200 PS über zwei Schrauben angetrieben. Die russische Marine hatte eine Dauergeschwindigkeit von 26,5 Knoten während einer zweistündigen ununterbrochenen Fahrt gefordert, was weithin für unmöglich gehalten wurde, aber das Boot erreichte während der Probefahrt eine mittlere Geschwindigkeit von 26,55 Knoten und eine Höchstgeschwindigkeit von 28,4 Knoten. Damit war es das schnellste bis dahin gebaute Schiff. Bis zu 50 Tonnen Kohle konnten gebunkert werden. Die Reichweite betrug 480 sm bei 12 kn Marschgeschwindigkeit.

## Laufbahn und Verbleib
Das Schiff wurde im Jahre 1900 von Kohle- auf Ölfeuerung umgestellt. Am 4. August 1895 wurde es umbenannt in Schiff Nummer 259. Im Jahre 1915 wurde das Bugtorpedorohr ausgebaut, die Artilleriebewaffnung auf ein 7,6-cm-Geschütz und zwei 47-cm-Hotchkiss-Schnellfeuergeschütze umgestellt und das Schiff nach diesem Umbau am 15. Juli 1915 als Tender Letuchi (russisch : Летучий) in Dienst gestellt. Am 12. Oktober 1916 wurde es erneut umbenannt, nunmehr in Aviso Nummer 8.
Am 1. Mai 1918 fiel das Schiff bei der Besetzung von Sewastopol in deutsche Hand, im Dezember 1918 in britische. Im April 1919 wurde es von britischen Truppen vor Sewastopol versenkt, bevor die Rote Armee Stadt und Hafen besetzte. Das Wrack wurde 1923 verschrottet.